# Muscle grand zygomatique
Le muscle grand zygomatique est un muscle facial cutané pair.

## Description
Le muscle grand zygomatique s'étend obliquement de la pommette à la commissure des lèvres.

## Origine
Le muscle grand zygomatique s'insère sur la face externe de l'os zygomatique, un peu en dehors du muscle petit zygomatique.

## Trajet
Le muscle grand zygomatique se porte en bas et en avant et gagne la commissure des lèvres.

## Insertion
Le muscle grand zygomatique se termine à la commissure des lèvres dans la face profonde des téguments où il mélange ses fibres avec le muscle orbiculaire de la bouche, le muscle triangulaire des lèvres et le muscle élévateur de l'angle de la bouche.

## Rapports
Le muscle grand zygomatique est en dehors du muscle petit zygomatique, en avant du muscle buccinateur dont il est séparé par le corps adipeux de la bouche. L’artère faciale et la veine faciale passent en dessous de lui. Superficiellement, il répond à la peau, dont il est séparé par une couche de graisse.

## Innervation et vascularisation
Le muscle grand zygomatique est innervé par la branche zygomatique du nerf facial et vascularisé par l'artère faciale.

## Variantes
Le grand zygomatique peut manquer. Il peut être double, soit dans toute son étendue, soit a l'une de ses extrémités seulement. Il peut présenter des connexions plus ou moins étendues avec le muscle petit zygomatique, l'orbiculaire des paupières, le triangulaire des lèvres ou même avec le muscle risorius.

## Action
Sa contraction permet l'ascension de l'angle de la bouche et l'accentuation du sillon naso-génien, facilitant ainsi la grimace et le sourire. Il découvre les canines.
C’est le muscle de la joie de Duchenne de Boulogne, dont la contraction produit d’importantes modifications faciales. Au-delà de l'ascension de la commissure, elle accuse le galbe de la pommette en refoulant les parties molles de la joue, élève la paupière inférieure, et crée le plissement cutané connu sous le nom de ride de la patte d'oie. Cette dernière fonction s'explique par les connexions étroites existant entre les muscles grand zygomatique et orbiculaire de l’œil.